# Herpetogramma bipunctalis
Herpetogramma bipunctalis là một loài bướm đêm trong họ Crambidae.